# Жан-Пол Креспел
Жан-Пол Креспел (на френски: Jean-Paul Crespelle) е френски журналист, изкуствовед и писател на произведения в жанра биография и документални книги за историята на изкуството.

## Биография и творчество
Жан-Пол Креспел е роден на 24 декември 1910 г. в Ножан сюр Марн, Ил дьо Франс, Франция. Завършва Училището по изящни изкуства в Ница. Следва вътрешна архитектура в Училището по декоративни изкуства към университета PSL в Париж. Получава стипендия за специализация по история на изкуството на Средновековието в Националното училище по харти.
На 33-годишна възраст започва да пише статии в „Илюстрована неделя“. През 1947 г. става главен редактор на France-Dimanche. В периода 1948 – 1968 г. той е шеф на новините и художествен критик за France-Soir и Journal du Dimanche.
Първата му книга „Откриване на изкуството в музеите на Париж“ е издадена през 1961 г. Следват още много негови книги, които отразяват историята на фовизма, импресионизма, Парижката школа, майсторите от Бел епок, живота на художниците в Монпарнас и Монмартър.
Книгата му „Живият Монпарнас“ от 1962 г. печели наградата „Еркюл Катеначи“ за илюстрована историческа книга на Френската академия, а книгите му „Живият Монмартър“ от 1964 г. и „Лудата ера: от руските балети до сюрреализма“ от 1968 г. – наградата „Шарл Блан“ (на името на Шарл Блан) на Френската академия.
Жан-Пол Креспел умира на 15 април 1994 г. в Париж.

## Произведения
- A la découverte de l'art dans les musées de Paris (1961)
- The Fauves (1962)[1]
- Montparnasse vivant (1962) – награда „Еркюл Катеначи“
- Montmartre vivant (1964) – награда „Шарл Блан“
Живият Монмартър, изд.: „Български художник“, София (1985, 1987), прев. Лилия Сталева – за Жак Вийон, Деметриос Галанис, Кес ван Донген, Шарл Камоен, Пабло Пикасо, Едмон Йозе, Джино Северини, Жан-Габриел Домерг, Жен Пол, Бернар Лоржу
- La folle époque: Des ballets russes au surréalisme (1968) – награда „Шарл Блан“
- Picasso and his women (1969)
- Modigliani: Les femmes, les amis, l'œuvre (1969)
- The Love, The Dreams, The Life of Chagall (1969)
- Utrillo: La bohème et l'ivresse à Montmartre (1970)
- Degas et son monde (1972)
- Pablo Picasso (1975)
- La vie quotidienne à Montparnasse à la grande époque 1905 – 1930 (1976)
- La vie quotidienne des impressionnistes, 1863 – 1883 (1981)
- La vie quotidienne a Montmartre au temps de Picasso, 1900 – 1910 (1982)
- Monet: Chefs d'Â uvres (1986)
- La Epoca de Los Impresionistas (1990)